# Phú Thọ, Phú Tân (An Giang)
Phú Thọ là một xã cũ thuộc huyện Phú Tân, tỉnh An Giang, Việt Nam.

## Địa lý
Xã Phú Thọ nằm ở phía đông huyện Phú Tân, bên hữu ngạn sông Tiền, có vị trí địa lý:
- Phía đông giáp tỉnh Đồng Tháp qua sông Tiền
- Phía tây giáp xã Phú Xuân
- Phía bắc giáp xã Phú An.
- Phía nam giáp xã Phú Hưng và thị trấn Phú Mỹ

Xã Phú Thọ có diện tích 17,66 km², dân số năm 2019 là 11.262 người, mật độ dân số đạt 638 người/km².

## Hành chính
Xã Phú Thọ được chia thành 4 ấp: Phú Hậu, Phú Mỹ Hạ, Phú Mỹ Thượng và Phú Trung.